# Mike Little
Michael Edward „Mike“ Little (* 12. November 1987 in Enfield, Connecticut) ist ein US-amerikanischer Eishockeyspieler, der seit Juni 2019 bei SønderjyskE aus der dänischen Metal Ligaen unter Vertrag steht und dort auf der Position des Verteidigers spielt.

## Karriere
Mike Little spielte in der Saison 2006/07 für die Springfield Pics in der Eastern Junior Hockey League. Zur nächsten Spielzeit blieb er in Springfield und begann ein Studium am American International College. Little gehörte fortan zur Eishockeymannschaft des Colleges, den Yellow Jackets, die in der NCAA-Conference Atlantic Hockey spielten. In seinen ersten drei Jahren erreichte er mit seinem Team den letzten Platz und schied jeweils in der ersten Runde der Playoffs aus. In der Saison 2010/11 war er Assistenzkapitän seiner Mannschaft. Nachdem Little auch in seinem vierten Jahr mit den Yellow Jackets zunächst erneut Letzter wurde, konnte man in der ersten Runde der Playoffs die Mannschaft der United States Military Academy besiegen. Im Viertelfinale unterlag man dem Team des Rochester Institute of Technology in zwei Spielen.
Nach dem Ende der College-Saison gab Little am 23. März 2011 sein Profidebüt für die Reading Royals in der ECHL. Er spielte sieben Spiele und gab dabei zwei Vorlagen. Zur Saison 2011/12 unterschrieb Little bei Stockton Thunder. Dort wurde er punktbester Verteidiger seines Teams und kam in den Playoffs bis ins Conference-Halbfinale. Aufgrund seiner guten Leistungen wurde Little ins ECHL All-Rookie Team gewählt. Anschließend verlängerte er seinen Vertrag und erreichte im nächsten Jahr mit seiner Mannschaft das Finale um den Kelly Cup. Dort unterlag Little mit den Stockton Thunder seinem ehemaligen Team Reading Royals in fünf Spielen. Im September 2013 wurde er zu den Florida Everblades transferiert, bei denen er die Saison verbrachte. Zusätzlich spielte Little drei Partien in der American Hockey League für die Norfolk Admirals. Im Juli 2014 verlängerte er seinen Vertrag bei den Everblades. In der Saison 2014/15 führte Little sein Team als Assistenzkapitän auf den ersten Platz der East Division. In den Playoffs unterlagen die Everblades dem späteren Kelly-Cup-Sieger South Carolina Stingrays in der zweiten Runde. Little zeigte offensiv und defensiv herausragende Leistungen, so dass er zum ECHL Defenseman of the Year gewählt wurde. Während der Saison kam er auch erneut zu Einsätzen in der AHL, als er zunächst für die Charlotte Checkers spielte. Später folgten Spiele für die Springfield Falcons, so dass Little in Springfield Eishockey im Juniorenbereich, Collegebetrieb und Profieishockey spielte.
Am 2. Juni 2015 gaben die Iserlohn Roosters aus der Deutschen Eishockey Liga die Verpflichtung des Verteidigers bekannt. Er bekam zunächst einen Probevertrag bis zum Beginn der Saison. Nach der fünfwöchigen Vorbereitungsphase mit sieben Testspielen teilten die Roosters am 7. September mit, dass Little keinen Vertrag für die Saison erhält. Es folgten der Wechsel zum österreichischen Erstligisten Graz 99ers und ein erneuter Transfer im November zum deutschen Zweitligisten Kassel Huskies. Bei den Huskies erhielt Little zunächst einen Probevertrag, zwei Wochen später wurde das Arbeitspapier bis zum Ende der Saison 2015/16 ausgeweitet. Mit den Huskies gewann er den Meistertitel in der DEL2 und nahm wenige Tage nach dem Saisonende ein Vertragsangebot des DEL-Vereins Krefeld Pinguine an, der ihn für die Saison 2016/17 an sich band. 2017 kehrte er zu den Huskies zurück.

## Erfolge und Auszeichnungen
| - 2012 ECHL All-Rookie Team - 2015 ECHL First All-Star Team - 2015 ECHL Defenseman of the Year | - 2015 ECHL Plus Performer Award (gemeinsam mit Drew Daniels) - 2016 Meister der DEL2 mit den Kassel Huskies |

## Karrierestatistik
Stand: Ende der Saison 2021/22
(Legende zur Spielerstatistik: Sp oder GP = absolvierte Spiele; T oder G = erzielte Tore; V oder A = erzielte Assists; Pkt oder Pts = erzielte Scorerpunkte; SM oder PIM = erhaltene Strafminuten; +/− = Plus/Minus-Bilanz; PP = erzielte Überzahltore; SH = erzielte Unterzahltore; GW = erzielte Siegtore; 1 Play-downs/Relegation; Kursiv: Statistik nicht vollständig)